# Eichhoffen
Eichhoffen település Franciaországban, Bas-Rhin megyében. Lakosainak száma 501 fő (2022. január 1.). Eichhoffen Andlau, Bernardvillé, Epfig, Itterswiller, Mittelbergheim és Saint-Pierre községekkel határos.

## Népesség
A település népességének változása:
| Lakosok száma | 566  | 549  | 527  | 528  | 527  | 526  | 513  | 501  |
|               | 2013 | 2015 | 2017 | 2018 | 2019 | 2020 | 2021 | 2022 |